# 國民新黨
國民新黨（日语：／ こくみんしんとう）是2005年至2013年存在的日本中右翼政党。由反对小泉纯一郎首相推行的邮政民营化法案的脱离自民党的四名原众议院议员、现参议院议员、和脱离民主党一名参议员组成。第一任代表（党首）为原众议院议长绵贯民辅，干事长为原国土厅长官龟井久兴。中心成员是没有担任党内职务的原自民党政调会长、原建设大臣、自民党龟井派原会长的龟井静香。绵贯民辅在众议员大选中落选后，龟井静香继任党首。
2007年，該黨推舉擁有日本國籍的秘魯前總統藤森謙也參選第21屆日本參議院議員通常選舉。然而，當時他正被智利當局軟禁，等待引渡回秘魯受審，未能返回日本拉票，導致他最終以第4名的成績落選。
2009年9月起，与民主党联合执政。
2010年7月在参议院选举中惨败，未获一席，其参议院总议席下降一半。
2012年4月，因消費稅增稅問題而是否退出執政聯盟的爭議而發生黨內分裂，黨代表龜井靜香和國對委員長龜井亞紀子主張脫離，但其他議員皆不贊成；結果龜井退出國民新黨。黨代表由自見庄三郎接任。第46届日本众议院议员总选举中，国民新党的候选人全部失利，只剩下一名参议员；作为国民新党成立条件之一的改正邮政民营化法也已于2012年4月成立，国民新党于2013年3月21日正式宣布解散。